# British Aircraft Manufacturing
Die British Aircraft Manufacturing, früher British Klemm Aeroplane Company, war ein britischer Flugzeughersteller aus Hanworth, Middlesex. Die am London Air Park ansässige Firma wurde Anfang der 1930er Jahre zum Zwecke des Nachbaus von Sportflugzeugen der Firma Klemm Leichtflugzeugbau GmbH gegründet.

## Geschichte

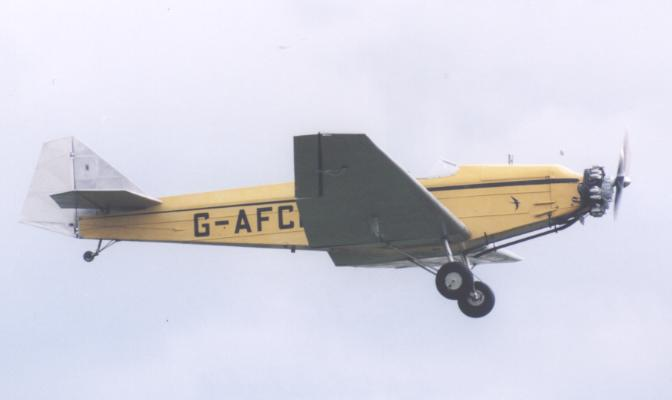
British Aircraft Swallow II, Baujahr 1937

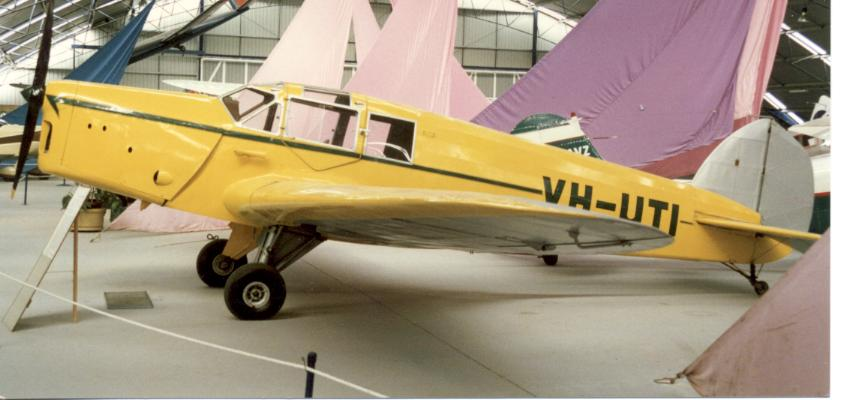
British Aircraft Eagle II, Baujahr 1935

Seit 1929 wurden Flugzeuge der Leichtflugzeugbau Klemm GmbH in Großbritannien und seinen Kolonien über die S.T. Lea Ltd des englischen Majors Edward F. Stephen vermarktet. Bereits im ersten Jahr konnte Stephen im Vereinigten Königreich 15 Klemm-Flugzeuge absetzen. Beim Betrieb des deutschen Flugzeugs in England erwiesen sich Reparaturen auf Grund der unterschiedlichen Maßsysteme immer wieder als Problem. Stephen schlug der Leichtflugzeugbau Klemm GmbH daher bereits 1929 eine Überarbeitung der Klemm Kl 25 für den englischen Markt vor. Ähnlich wie bei den Lizenzvereinbarungen mit der amerikanischen Aeromarine-Klemm Corporation schlossen die Leichtflugzeugbau Klemm GmbH und die S.T. Lea Ltd 1930 eine Vereinbarung zum Bau, zur Weiterentwicklung und zur Vermarktung der Klemm L25 im Vereinigten Königreich und seinen Kolonien. Die Auswirkungen der Weltwirtschaftskrise von 1929 verzögerten allerdings die Aufnahme der Lizenzfertigung. 
Im Februar 1933 gründete Stephen für die Lizenzfertigung von Klemm-Flugzeugen die British Klemm Aeroplane Co. Ltd. in Hanworth bei London. Harold Boultbee wurde als Chefkonstrukteur des Unternehmens tätig. Stephen erwarb zwei Flugzeughallen auf dem London Air Park bei Hanworth, wo Anfang 1934 die Serienfertigung der British Klemm L25C1 Swallow anlief. 
Nachdem Boultbee und Handasyde 1934 den Entwurf der B.K. L25C1 stark überarbeitet hatten und mit der British Klemm B.K.1 Eagle einen zweiten, eng an die Klemm Kl 32 angelehnten Entwurf geschaffen hatten, kam es Ende 1934 im Rahmen der Lizenzvereinbarungen zu Auseinandersetzungen zwischen der British Klemm Aeroplane Co. Ltd. und der Leichtflugzeugbau Klemm GmbH. Stephen benannte die British Klemm Aeroplane Co. Ltd. daraufhin am 4. April 1935 in British Aircraft Manufacturing Co. Ltd. um. Boultbee verließ das Unternehmen daraufhin und gab die Rolle des Chefkonstrukteurs an seinen Mitarbeiter George Handasyde ab. Unter Handasyde entstanden bei der British Aircraft Manufacturing Co. Ltd. 1935 die beiden ersten eigenen Entwicklungen der British Aircraft B.A.3 Cupid und der zweimotorigen British Aircraft B.A.4 Double Eagle, die allerdings nicht an die Verkaufserfolge der B.K. Swallow anknüpfen konnten und nur in wenigen Stückzahlen gefertigt wurden.
Durch ausbleibende Aufträge geriet die British Aircraft Manufacturing Co. Ltd. 1937 in wirtschaftliche Probleme. Auch die Lizenzfertigung des Helicopters Cierva C.40 führte 1937 zu keiner Verbesserung der Lage. Im Dezember 1937 übernahm die General Aircraft Ltd. die British Aircraft Manufacturing Co. Ltd. Das Unternehmen wurde im Februar 1938 aufgelöst. Erst im Mai 1938 endeten auch die gerichtlichen Auseinandersetzungen mit der Leichtflugzeugbau Klemm GmbH um die Lizenzrechtsfragen.

## Flugzeuge
- British Klemm B.K. L25C1A Swallow (Lizenz Leichtflugzeugbau Klemm GmbH)
- British Aircraft Swallow B.A. Swallow II
- British Klemm B.K. 1 Eagle I
- British Aircraft B.A. Eagle II
- British Aircraft B.A. 3 Cupid
- British Aircraft B.A. 4 Double Eagle